# Catocalopsis medinae
Catocalopsis medinae là một loài bướm đêm trong họ Geometridae.